# Lubomír Bartoš
Lubomír Bartoš (* 27. května 1934) byl český a československý politik Československé strany socialistické a poslanec Sněmovny lidu Federálního shromáždění za normalizace.

## Biografie
K roku 1981 se profesně uvádí jako vedoucí knihkupectví.
Ve volbách roku 1981 zasedl do Sněmovny lidu (volební obvod č. 87 - Brno-město-sever, Jihomoravský kraj). Ve Federálním shromáždění setrval do konce funkčního období, tedy do voleb roku 1986.